# Elliptio spinosa
Elliptio spinosa es una especie de molusco bivalvo  de la familia Unionidae.

## Distribución geográfica
Es endémica de los Estados Unidos, y nativa de Georgia.